# King Biscuit Flower Hour Presents Ringo & His New All-Starr Band
King Biscuit Flower Hour Presents Ringo & His New All-Starr Band ist das 20. Album, beziehungsweise das sechste Livealbum von Ringo Starr nach der Trennung der Beatles. Es wurde am 6. August 2002 in den USA veröffentlicht. In Deutschland und Großbritannien erschien das Album nicht. Das Album wurde erneut im August 2006 unter dem Titel Ringo Starr and Friends veröffentlicht.

## Entstehungsgeschichte
Nach dem Erscheinen des Livealbums The Anthology… So Far im Februar 2001 begab sich Ringo Starr vom 26. Juli bis zum 2. September 2001 auf eine USA-Tournee und gab mit der Seventh All-Starr-Band 29 Konzerte.
Am 22. August 2001 wurde das Konzert in Rosemont Theatre in Chicago aufgezeichnet und als CD von King Biscuit ein Jahr später veröffentlicht.
Das vollständige Programm der Konzerte der Tournee des Jahres 2001 war wie folgt:
1. Photograph
2. Act Naturally
3. The Court of the Crimson King (Greg Lake)
4. The Logical Song (Roger Hodgson)
5. No One Is to Blame (Howard Jones)
6. Cleveland Rocks (Ian Hunter)
7. A Love Bizarre (Sheila E.)
8. Boys
9. Give a Little Bit (Roger Hodgson)
10. You’re Sixteen
11. Yellow Submarine
12. Karn Evil 9 (First Impression, Pt. 2) (Greg Lake)
13. I’m the Greatest
14. No No Song
15. Back Off Boogaloo
16. Things Can Only Get Better (Howard Jones)
17. Irene Wilde (Ian Hunter)
18. The Glamorous Life (Sheila E.)
19. I Wanna Be Your Man
20. Lucky Man (Greg Lake)
21. Everlasting Love (Howard Jones)
22. Take the Long Way Home (Roger Hodgson)
23. All the Young Dudes (Ian Hunter)
24. It Don’t Come Easy
25. Don’t Go Where the Road Don’t Go
26. With a Little Help from My Friends

Nach der Veröffentlichung des Albums wurde der Plattenvertrag in den USA mit King Biscuit nicht verlängert.
Neun der sechzehn Lieder der CD wurden von Ringo Starr gesungen.

## Covergestaltung
Das Cover stammt von BFG Communications. Die Coverfotos wurden von Paul Natkin aufgenommen. Der CD liegt ein aufklappbares bebildertes achtseitiges Begleitheft bei, das Informationen zu den Musikern und der Tournee enthält.

## Titelliste
1. Photograph (Richard Starkey a/George Harrison) – 4:21
2. Act Naturally (Voni Morrison/Johnny Russell) – 2:32
3. The Logical Song (Rick Davies/Roger Hodgson) – 3:55
  - Gesungen von Roger Hodgson
4. No One Is to Blame (Howard Jones) – 6:11
  - Gesungen von Howard Jones
5. Yellow Submarine (Lennon/McCartney) – 3:07
6. Give a Little Bit (Rick Davies/Roger Hodgson) – 5:13
  - Gesungen von Roger Hodgson
7. You’re Sixteen (Richard Sherman/Bob Sherman) – 2:37
8. The No No Song (Hoyt Axton/David Jackson) – 3:20
9. Back Off Boogaloo (Richard Starkey) – 3:57
10. The Glamorous Life (Prince) – 9:18
  - Gesungen von Sheila E.
11. I Wanna Be Your Man (Lennon/McCartney) – 4:01
12. Lucky Man (Greg Lake) – 4:44
  - Gesungen von Greg Lake
13. Take the Long Way Home (Rick Davies/Roger Hodgson) – 4:44
  - Gesungen von Roger Hodgson
14. All the Young Dudes (David Bowie) – 5:35
  - Gesungen von Ian Hunter
15. Don’t Go Where the Road Don’t Go (Richard Starkey/Johnny Warman/Gary Grainger) – 4:39
16. With a Little Help from My Friends (Lennon/McCartney) – 5:34

## Wiederveröffentlichungen
Die CD-Veröffentlichung aus dem Jahr 2002 wurde bisher nicht neu remastert.

## Single-Auskopplungen
Aus dem Album wurden keine Singleauskopplungen vorgenommen.

## Ringo Starr and Friends / In Concert
In Europa wurden im September 2005 unter dem Titel In Concert (Niederlande) sowie erneut im August 2006 unter dem Titel Ringo Starr and Friends jeweils auf dem Disky Label 14 der 16 Lieder des Albums King Biscuit Flower Hour Presents Ringo & His New All-Starr Band veröffentlicht. Die Titelfolge ist wie folgt:
1. Photograph (Richard Starkey/George Harrison) – 4:21
2. Act Naturally (Voni Morrison/Johnny Russell) – 2:32
3. All the Young Dudes (David Bowie) – 5:35
4. Don’t Go Where the Road Don’t Go (Richard Starkey/Johnny Warman/Gary Grainger) – 4:39
5. No One Is to Blame (Howard Jones) – 6:11
6. Yellow Submarine (Lennon/McCartney) – 3:07
7. The Logical Song (Rick Davies/Roger Hodgson) – 3:55
8. The Glamorous Life (Prince) – 9:18
9. I Wanna Be Your Man (John Lennon/Paul McCartney) – 4:01
10. Give a Little Bit (Rick Davies/Roger Hodgson) – 5:13
11. Take the Long Way Home (Rick Davies/Roger Hodgson) – 4:44
12. You’re Sixteen (Richard Sherman/Bob Sherman) – 2:37
13. Lucky Man (Greg Lake) – 4:44
14. With a Little Help from My Friends (Lennon/McCartney) – 5:34

Nicht enthalten sind die Lieder:
1. The No No Song (Hoyt Axton/David Jackson) – 3:20
2. Back Off Boogaloo (Richard Starkey) – 3:57

## Chartplatzierungen
Das Album verfehlte eine Chartnotierung in den offiziellen Albumcharts.

## Sonstiges
- Eine Veröffentlichung im LP-Format erfolgte nicht.
- Weitere Lieder der 2001er Tournee wurden auf dem Livealbum Extended Versions veröffentlicht.
- Im Oktober 2002 wurde eine DVD mit dem Titel Ringo & His New All Starr Band veröffentlicht, diese enthält folgende Lieder:

1. Photograph
2. Act Naturally
3. The Logical Song
4. Cleveland Rocks
5. Back Off Boogaloo
6. I Wanna Be Your Man
7. You’re Sixteen
8. Yellow Submarine
9. Things Can Only Get Better
10. Lucky Man
11. Give a Little Bit
12. No One Is to Blame
13. The No No Song
14. It Don’t Come Easy
15. The Glamorous Life
16. Take the Long Way Home
17. All the Young Dudes
18. Don’t Go Where the Road Don’t Go
19. With a Little Help from My Friends